# 沢辺りおん
沢辺 りおん（さわべ りおん、1991年5月12日 - 、旧芸名：坂本 りおん（さかもと りおん））は、日本のタレント・アイドル・グラビアアイドルである。東京都出身。アットエンターテイメント所属。元恵比寿マスカッツ第7期メンバー、元「お掃除ユニットCLEAR'S（クリアーズ）（初代）」班長（リーダー）、元「お掃除ユニット東京CLEAR'S（クリアーズ）」メンバー、および初代「お掃除ユニットCLEAR'S（クリアーズ）（現行）」総班長。

## 略歴
1991年5月12日、東京都に生まれる。
2006年、週刊ヤングサンデー誌上において、YS乙女学院に平成18年度2学期生としてエントリー。エントリーナンバーは「06」。
2007年2月より、スポーツニッポンのWEBサイトであるスポニチアネックスのイメージガールあねっ娘の第5代目として活動した。同年6月、集英社週刊ヤングジャンプ制コレGP 準グランプリを受賞。同年、Bibusから生まれ、ユーザー投票に育てられた「Bibus Music Club」の1期生に選ばれた。会員番号は「6」。
2009年5月、当時の所属事務所ピー・ビー・ビーを退所。芸能活動を休止。
2010年5月頃、バカラに移籍し、芸能活動を再開。
2011年2月、同じ事務所のNOEL（アイドル）、芹沢帆夏、ひかる未来と「お掃除ユニットCLEAR'S（クリアーズ）（初代）」を結成、班長（リーダー）に就任。10月より『おねだりマスカットSP!』にブラックマスカッツとしてレギュラー出演、番組でのあだ名は「ザコ」その後、第7期メンバーとして恵比寿マスカッツに加入。
2012年9月、2012年度の日産センチュリー証券イメージガールに就任。
2013年、新会社立ち上げによりアットエンターテイメントに所属。4月7日、恵比寿マスカッツ解散。7月、芸名を「坂本りおん」から「沢辺りおん」に改めることを発表。12月28日、「お掃除ユニットCLEAR'S（初代）」解散。沢辺はCLEAR'Sのオリジナルメンバーおよび班長であったことから、全国のCLEAR'Sの総監督と位置付けられた。9月25日、前年に引き続き、2013年度の日産センチュリー証券イメージガールに就任。
2014年3月14日、東京CLEAR'Sメンバーとしての活動を開始。9月10日、選抜メンバーとして「お掃除ユニットCLEAR'S」名義で、シングル「ビ・ビ・ビ・ビューティー!!!」でビクターエンタテイメント・VERSIONMUSICレーベルよりメジャーデビュー。12月16日、全国のCLEAR'Sを統括する「総班長」に就任したことが正式に発表された。
2015年3月18日、選抜Aチームのメンバーとして「お掃除ユニットCLEAR'S」名義でセカンドシングル「ヨゴしたくないcry」を発売。10月21日、選抜メンバーとして「お掃除ユニットCLEAR'S」名義でサードシングル「答えしかしらないツライ」を発売。11月4日・11日、「マスカットナイト」に恵比寿マスカッツOGとして出演。恵比寿★マスカッツに初代マスカッツが物申すという企画だった。
2018年11月18日、お掃除ユニット東京CLEAR'Sを卒業。
2022年、お笑いアイドルユニット・ショウガールズのメンバーになった。

## 人物
本人は日本人であるが、父親が日本人（青森県出身）で、母親がフィリピン人。弟がいる。
自動車運転免許を持っている。掃除検定（日本掃除能力検定協会）4級に合格。
特技は水泳、走り幅跳び。
元AKB48の増田有華とは高校の同級生として交流があり、ブログに紹介されたこともある。なお、その際には同じAKB48の元メンバー中塚智実、鈴木まりやも坂本のブログに紹介されていた。
2019年11月時点でヨガに通っているという。
2023年10月12日、自身のX（旧Twitter）にて結婚と第1子妊娠を報告した。

## 出演
※お掃除ユニットCLEAR'Sおよび恵比寿マスカッツとしての出演についてはそちらを参照。

### バラエティ
- グラビアトークオーディション（フジテレビ）
- モバHO!をGETでHAPPY!（あっ!とおどろく放送局）
- MONDO GIRLSのぶっちゃけヤバくね!?（MONDO21）
- グラビアの美少女 #385（MONDO21）
- りおんでどーでしょう（エンタ!371）
- スカパー！夏☆アイドルオールスター水泳大会2008 in 大磯ロングビーチ（スカパー）
- アニコスっちゃお #12（PigooHD）
- おねだりマスカットSP!（2011年10月5日 - 2013年3月30日、テレビ東京）
- ハコニワ（2012年5月、東京インターネット放送局）[14]
- キリウリ＄アイドル （2014年6月11日、TOKYO MX）
- マスカットナイト（2015年11月4日・11日、テレビ東京）
- 所さんの学校では教えてくれないそこんトコロ!（2017年9月8日、テレビ東京）
- お願い!ランキング（2019年4月22日、テレビ朝日）
- ヤバイかスゴイか カミヒトエ!（2019年5月29日、テレビ朝日）
- かみひとえ（2019年7月8日、テレビ朝日）
- 朝生ワイド す・またん!（2019年9月20日、読売テレビ）

### ドラマ
- 怨み屋本舗（テレビ東京）- 女子高生 役
- 監視 ミラレテル。（ミランカwebドラマ）- 大友サエコ 役
- ライフ（2007年7月 - 9月、フジテレビ） - 工藤聡美 役
- ケータイ少女 〜恋の課外授業〜（2007年、ファミリー劇場ほか）

### ラジオ
- 沢辺りおんのりおち横丁 （2015年4月5日 - 6月28日、MUSIC BIRD for Community FM[15]、『ユメルのモナリザラウンジ』内）

### インターネットラジオ
- ASIAN美少女ファイル（インターネットラジオUSEN）

### 映画
- URAHARA（2008年3月15日公開）- 三浦理恵 役[16]
- HERO （2007年）- 女子中学生 役

### 舞台
- 「メイド喫茶の神様」（2007年4月13日 - 15日、楽屋プロジェクト、シアターVアカサカ） - くるみ 役
- アリスインプロジェクト「アリスインデッドリースクール」（2010年10月14日 - 17日、品川・六行会ホール） - 界原依鳴 役
- 「漂流劇」（2011年3月9日 - 13日、エアースタジオ）
- アリスインプロジェクト「ライン♪[17]」（2011年8月4日 - 7日、銀座博品館劇場） - 高橋千真枝 役
- 「ハムレッツ!!〜To be or Not to be〜」（2012年4月10日 - 15日、シアターグリーン）
- Stylish shine!! PROJECT Vol.2「Re-miniscence(レミニッセンス)」（2012年10月31日 - 11月4日、シアターグリーン） - memmi 役（ダブルキャスト・A-side）
- Ann&Mary 第1回公演作品「PIRATES OF THE DESERT[18]」（2013年7月10日 - 15日、シアターグリーン） - タンナーズ 役
- 萬屋錦之助一座「ざ☆よろきん」二〇一四年 新春本公演「火消哀歌〜冬空の木遣り唄〜」（2014年1月4日 - 13日、シアターグリーン） - お文 役
- 萬屋錦之助一座「ざ☆よろきん」二〇一四年 第七回本公演「高松心中〜坊主と花魁の四十九日〜」（2014年2月8日 - 22日、シアターグリーン） - 高松 役(ダブルキャスト・Bグループ) ※自身初のヒロイン役
- Ann&Mary 第2回公演作品「PIRATES OF THE DESERT 2[19]」（2014年10月1日 - 5日、シアターグリーン） - トンビ 役
- ワイアールジャパンプロデュース「コップの中の嵐」（2015年4月22日 - 26日、シアターKASSAI） - 田所みなみ 役
- ムラコシアター第二弾「5218 Give me chocolate〜絶望の橋の下で〜」（2015年6月14日、シアターKASSAI） - 日替わりゲスト
- UDA☆MAP「ガールズトーク☆アパートメント2010＆2015」（2015年7月29日 - 8月9日、シアターKASSAI） - 2015.Ver 吉本りん 役
- 劇団ゲキバカ2015秋公演「NBL大作戦」（2015年11月7日 - 15日、シアターグリーン） - りおち 役
- 「クリアーズ物語」（2017年5月11日 – 14日、池袋シアターグリーンBEASE THEATER） - 演出
- officeOTN「プリアース!!」（2017年12月4日 - 6日、新宿・vatios）
- 劇団CATMINT「にわか雨[20]」（2018年8月23日 - 26日、中目黒・キンケロシアター） - 室井ルカ 役
- 劇団ゲキバカ「ごんべい２[21]」（2019年1月19日 - 27日、吉祥寺シアター）
- カラスカ「高度ブルー」（2019年6月15日、ウッディーシアター中目黒）- 日替わりゲスト
- UDA☆MAP「KAIRO -カイロ-」（2020年2月5日 - 12日、大塚・萬劇場） - 筧マリル 役

### CM
- 講談社「別冊フレンド」
- 任天堂「Wii」〜おどるメイドインワリオ編〜
- 日産センチュリー証券(現・日産証券)

### 雑誌
- 小学館 週刊ヤングサンデーYS乙女学院 - 平成18年度2学期06
- 主婦の友社 Cawaii
- 集英社 週刊ヤングジャンプ 制コレGP
- 双葉社 週刊大衆 2013年7月22日号 表紙

### 記事掲載
- ビルボードジャパン インタビュー記事「CHEERZ HOUSE」[22]、2015年11月5日

### その他
- スポニチ・アネックスイメージガール“あねっ娘”（5代目）（2007年2月 - 6月）
- 日産センチュリー証券イメージガール（2012年9月 - 2014年9月）[5]

## 作品
※お掃除ユニットCLEAR'Sおよび恵比寿マスカッツとしての作品については当該記事を参照。

### 写真集
- りおん15歳（2006年12月22日、アクアハウス）
- 初恋MEMORY写真本（2010年、Forty Two Project）

### 映像作品
- りおん 15歳（2006年12月22日、スパイスビジュアル）
- Angel Kiss（2007年3月20日、トリコロール）[23]
- 15歳最後の春休み（2007年6月28日、オルスタックピクチャーズ）
- みりおんすまいる（2007年10月1日、ベガ・ファクトリ－）
- 幸福少女シリーズ「りおんのあな」（2007年11月21日、ベンテンエンタテインメント
- 現役女子高生 坂本りおん〜Jumping RION（2008年5月25日、ゴマブックス）
- 恐怖の放課後 女子高生心霊ファイルI（2008年7月23日、ゴマブックス）
- アプリコットン（2008年8月20日、ラインコミュニケーションズ）
- 恐怖の放課後 女子高生心霊ファイルII（2008年8月25日、ゴマブックス）
- 初恋MEMORY リターンズ（2010年9月26日、Forty Two Project、ジャパンタイム）
- 恋の予感（2010年12月18日、マックス）ISBN 978-4-86379-223-4
- 極小ビキニ（2011年3月25日、グラッソ）
- 純情少女（2011年7月15日、メディアブランド）
- やっぱりりおん（2013年9月30日、BNS）[24]
- RION（2014年1月25日、Air control）[25]
- 夢の階段（2019年5月2日、グラビジョン）[26]
- 大人の恋の教え方（2019年10月25日、イーネット・フロンティア）

## 連載
- 坂本りおんのあねっ娘通信（スポーツニッポン）

## 参加作品

### シングル
- 「ひとりじめ☆Teacher / ねぇ...会いたい」（2007年10月24日、SSCX-10330/TQCS-4490）- Bibus Music Club 名義

1. ひとりじめ☆Teacher
2. ねぇ...会いたい
3. ひとりじめ☆Teacher（オリジナル“ハイテンション！”カラオケ）
4. ひとりじめ☆Teacher（Instrumental）
5. ねぇ...会いたい（Instrumental）